# Заболотнов, Пётр Павлович
Пётр Павлович Заболотнов (1858—1935) — русский врач и учёный-патолог, профессор и ректор Императорского Николаевского университета.

## Биография
Родился 17 (29) декабря 1858 года в селе Покровское Козьмодемьянского уезда Казанской губернии.
В 1884 году со степенью лекаря окончил медицинский факультет Казанского университета и до 23 октября 1893 года работал земским врачом на Исмелевском и Беловолжском медицинских участках Чебоксарского уезда. С 1890 года — заслуженный врач Чебоксарского земства.
Затем, 26 марта 1894 года был назначен сверхштатным помощником прозектора на кафедре патологической анатомии Казанского университета; 23 марта 1895 года был введён в штат. С 15 апреля по 1 сентября 1895 года был в заграничной командировке.
С 1 апреля 1900 года был назначен исполняющим должность лаборанта университетского бактериологического института, а 27 мая того же года был утверждён в степени доктора медицины; с 1 марта 1901 года — приват-доцент и с 18 марта 1902 года также прозектор кафедры патологической анатомии. В течение года, с 15 апреля 1903 по 15 апреля 1904 года с научной целью находился во Франции и Германии.
С 1911 года состоял профессором Императорского Саратовского университета по кафедре патологической анатомии, а в 1913 году был избран ректором этого университета и занимал эту должность до 1918 года.
Умер 26 октября 1935 года в Саратове.